# Traktat w Meerssen

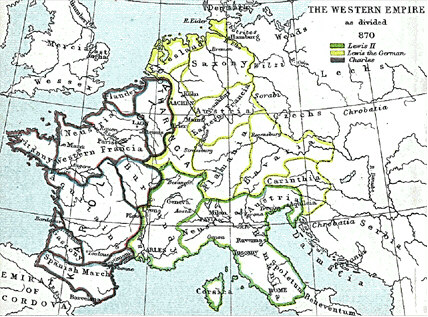
Mapa geopolityczna Europy Zachodniej po traktacie w Mersen.

Traktat w Meerssen – porozumienie sukcesyjne zawarte 8 sierpnia 870 roku w Meerssen pomiędzy żyjącymi synami Ludwika I Pobożnego, tj. Karolem II Łysym i Ludwikiem Niemieckim, które miało zastąpić traktat w Verdun.
Potwierdzał on podział królestwa Lotara II pomiędzy państwo zachodniofrankijskie (Francia Occidentalis) Karola II Łysego a państwo wschodniofrankijskie Ludwika Niemieckiego (Francia Orientalis). Traktat ten stał się symbolicznym końcem państwa środkowofrankijskiego. Przeciwko jego postanowieniom buntował się nieślubny syn Lotara II, Hugo Ślepy, który kilkukrotnie przejął władzę nad tymi terenami, jednak nie powstrzymał jego postanowień.
Przypieczętował podział imperium Karola Wielkiego na przyszłe Niemcy i Francję.